# Melieria picta
Melieria picta är en tvåvingeart som först beskrevs av Johann Wilhelm Meigen 1826.  Melieria picta ingår i släktet Melieria och familjen fläckflugor. Arten har ej påträffats i Sverige. Inga underarter finns listade i Catalogue of Life.